# Nyam-Osoryn Tuyaa
Aquest és un nom mongol. El nom és «Tuyaa», i «Nyam-Osoryn» és un patronímic, no un cognom.

Nyam-Osoryn Tuyaa (mongol: Ням-Осорын Туяa)  (Ulaanbaatar, 1958) va ser una política mongola i primer ministre en funcions del 22 al 30 de juliol de 1999. També va ocupar el càrrec de presidenta de la 55a sessió de la Comissió Econòmica i Social de les Nacions Unides per a Àsia i el Pacífic (ESCAP).
Tuyaa va ser la ministra d'Afers Exteriors del govern dirigit pel Partit Democràtic sota la direcció de Janlavyn Narantsatsralt, sent nomenada el 1998. Quan aquest govern es va veure obligat a dimitir l'any següent, es va convertir en primera ministra en funcions per poc temps abans que el parlament elegís Rinchinnyamyn Amarjargal. Després va exercir de ministra d'Afers Exteriors al nou govern fins que va ser derrotat a les eleccions del 2000. Ella mateixa va perdre el seu escó al parlament (per a un districte de la província de Khentii) en les mateixes eleccions, que van fer que el Partit del Poble de Mongòlia guanyès tots els escons menys quatre.